# エリック・ピーテルス
エリック・ピーテルス（Erik Pieters, 1988年8月7日 - ）は、オランダ・ヘルダーラント州ティール出身のサッカー選手。ポジションはディフェンダー。

## 経歴
2007-08シーズン、当時FCユトレヒトのコーチであったヴィレム・ファン・ハネヘムに見出され、スターティングメンバーに名を連ねるようになる。このシーズンは、FCユトレヒトにとっては不本意なシーズンに終わったが、ピーテルス本人にとっては充実したシーズンであった。
その理由の一つがUEFA U-21欧州選手権2007に出場するオランダU-21代表のメンバーとして優勝に貢献したことである。当初はロイストン・ドレンテの控えだったが、ドレンテがポジションを前に移したことでスタメン出場できるようになった。
2008年7月9日、PSVアイントホーフェンに移籍。移籍金は250万ユーロで、2012年までの複数年契約を締結している。2010-11シーズンまではレギュラーとして活躍したが、2011-12シーズン以降は怪我に悩まされ、右足の中足骨を2度骨折し、その間にイェトロ・ウィレムスにポジションを奪われた。2013年1月18日に行われたPECズヴォレ戦 (1-3) では相手選手に後方からタックルを食らわせ、退場の処分を受けた。 その際、怒りを抑えきれず、扉を激しく蹴飛ばし、窓ガラスを殴って拳に裂傷を負った。その後オランダサッカー協会からは、4試合の出場停止処分が下された。
2013年6月、ストーク・シティFCへ移籍金360万ユーロで移籍。4年契約を結んだ。ストークでは左サイドバックの欠かせない存在として初シーズンは39試合に出場。2015-16シーズンはプレミアリーグで最も多くのタックル数を記録していた。
2016-17シーズンは38試合に出場するも、低調なパフォーマンスをサポーターやアシスタントコーチのマーク・ボウエンに非難された。
2017-18シーズンは32試合に出場するも、3月には外出禁止令を破りナイトパーティーに参加したことで監督のポール・ランバートから7万ポンドの罰金を科された。
2019年1月、アミアンSCへシーズン終了までのレンタル移籍。
2019年7月、バーンリーFCと2年契約（1年延長オプション付き）を締結した。

## 代表歴
オランダ代表としてUEFA U-21欧州選手権2007に出場し、優勝に貢献した。また北京オリンピックにも出場した。
UEFA EURO 2012予選で5試合に出場。2011年6月に行われたブラジル代表の親善試合では、ゴール前ですばらしいカバーリングを見せた。

## プレースタイル
左サイドバックでの攻撃参加に長けており、またセンターバックでのプレーも可能。しかし自身のポジションはやはり左サイドだと述べている。

## タイトル

### クラブ
PSVアイントホーフェン
- ヨハン・クライフ・スハール : 2008
- KNVBカップ : 2011-12

### 代表
U-21オランダ代表
- UEFA U-21欧州選手権 : 2007